# Maria Lang (Filmemacherin)

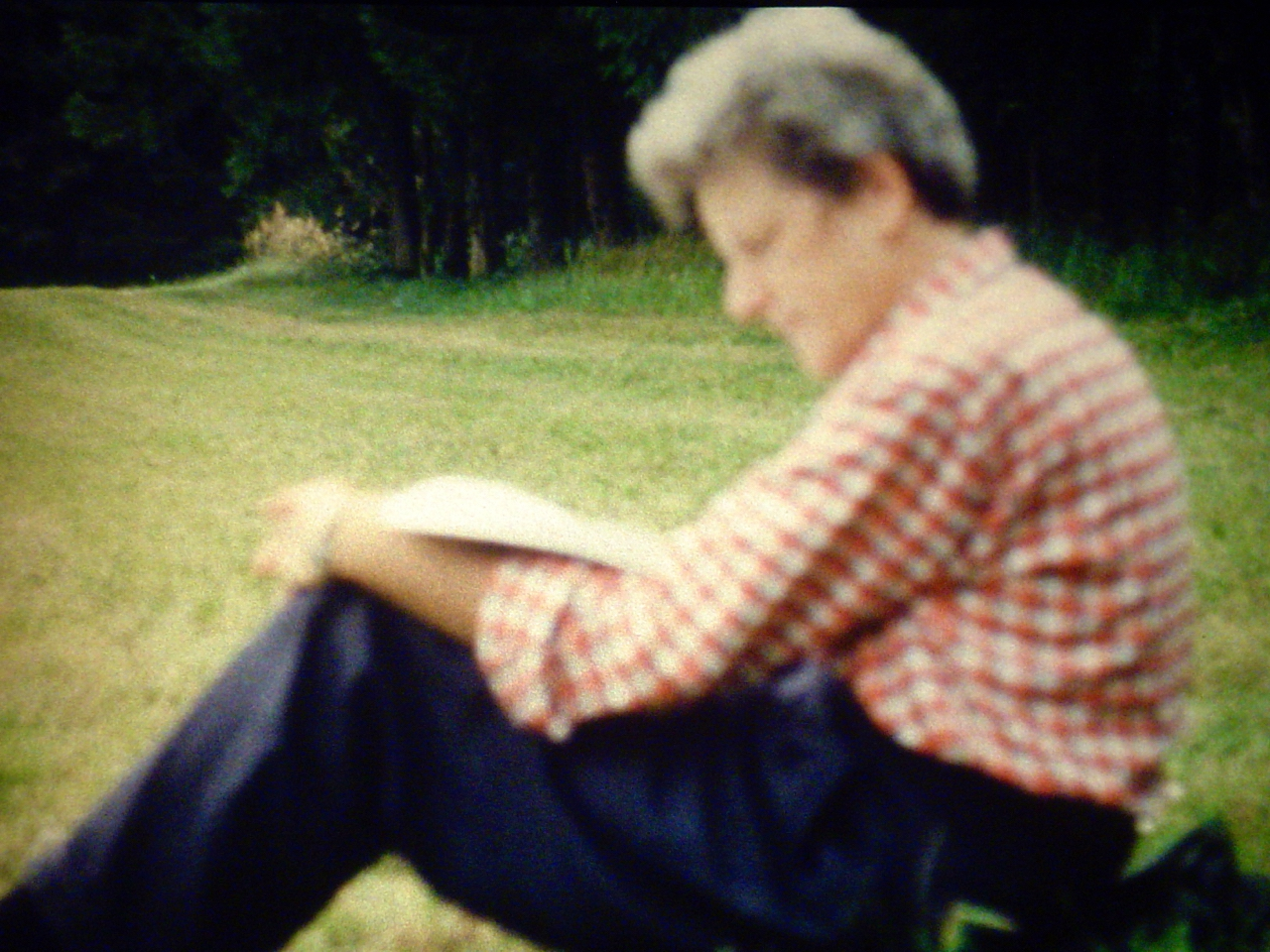
Still aus dem Film Maria und die Welt (1995, 16 mm) von Ute Aurand

Maria Lang (* 11. Juli 1945 in Zusmarshausen bei Augsburg; † 28. September 2014) war eine deutsche Filmemacherin, Schriftstellerin, Filmkuratorin, Feministin und lesbische Aktivistin.

## Leben
Geboren als Tochter einer Schneiderin und eines Bierbrauers, hatte sie schon früh den Wunsch, Fotoreporterin zu werden. Nach Abschluss der Volksschule machte sie eine Ausbildung zur Fotolaborantin und arbeitete 1961 bis 1973 in Augsburg, Siegen, Darmstadt und Hamburg. Für kurze Zeit war sie als Erziehungshelferin in einem Kinderheim tätig. Die Konfrontation mit den Machtverhältnissen dort bewog sie dazu, sich mit kommunistischen Theorien auseinanderzusetzen, sich mit Sozialisationsforschung zu beschäftigen, in einem antiautoritären Kinderladen mitzuarbeiten und die Hochschulzulassung in Bremen nachzuholen. 1973 zog Maria Lang nach West-Berlin, um in der Homosexuellen Aktion Westberlin (HAW) aktiv zu werden, aus der heraus sie zusammen mit anderen Frauen das Lesbische Aktionszentrum Westberlin (LAZ) gründete.
Zwischen 1980 und 1985 studierte Maria Lang an der DFFB (Deutsche Film- und Fernsehakademie Berlin). Sie begann mit Gruppenfilmproduktionen und besuchte Seminare bei Elfi Mikesch, Silke Grossmann, Ingo Kratisch und Helmut Färber. Ihr 1980 entstandener erster Film Familiengruft – Ein Liebesgedicht an meine Mutter porträtiert die Mutter, den Vater und thematisiert das Schweigen. Bressons und besonders Chantal Akermans Filme werden für sie wichtig. Der Abschlussfilm – der Spielfilm Zärtlichkeiten – zeichnet das Bild eines Teils lesbischer Subkultur im West-Berlin Mitte der 1980er Jahre.
In den 1990er Jahren gründete Maria Lang zusammen mit der Filmemacherin Ute Aurand zuerst einen Filmclub in der DFFB und ab Juni 1990 den monatlichen Filmarbeiterinnen-Abend im Berliner Kino Arsenal, an dem Aurand und Lang ausschließlich Filme von Frauen zeigten (Der Filmarbeiterinnen-Abend ging aus dem zehnjährigen Jubiläum des Verbands der Filmarbeiterinnen hervor).
1991 erschien das mit Ute Aurand herausgegebene Buch Frauen machen Geschichte – 25 Jahre Studentinnen an der DFFB in zwei Bänden, mit Bio- und Filmografie aller Studentinnen, die zwischen 1966 und 1991 an der DFFB studierten. Im gleichen Jahr zog Maria Lang aufs Land nach Zusmarshausen, um ihre Mutter zu pflegen. Fortan war sie im Augsburger Frauenzentrum aktiv. 1990/91 beteiligte sich Maria Lang am Projekt Videonachrichten des Hamburger Dachverbands für Frauen+/Medien/Kultur Bildwechsel, bei dem VHS-Kassetten in verschiedenen Städten aufgenommen wurden und in einer Mischung aus Tagebuch, dem Erzählen von Neuigkeiten und Alltagsaufzeichnungen zirkulierten.
Das Schreiben wurde für Maria Lang in den 1990er Jahren immer wichtiger. Sie beschäftigte sich intensiv mit Gertrude Stein und beginnt 1991 ihre täglichen Eintragungen in ein Tagebuch, das sie selbst als „Logbuch“ bezeichnete und das noch unveröffentlicht ist. Im September 2014 nahm sich Maria Lang das Leben.
Archiviert sind ihre Schriften bei Bildwechsel. 2017 erschien die Textsammlung Maria Lang : Texte zum Film herausgegeben von Ute Aurand. Maria Lang und ihr Werk wurden mit verschiedenen Werkschauen und Veranstaltungen geehrt.
Zwei Filme von mir über mich hieß eine Werkschau ihrer Filme, die vom 21. bis zum 24. September 2017 im Zeughauskino in Berlin, und am 16. und 17. September im Filmmuseum in Frankfurt zu sehen war. Umbildern war der Titel eines Filmprogramms im Bereich Special der 30. Lesbisch schwulen Filmtage Hamburg im Jahr 2019, wo Maria Langs Filme zusammen mit Film- und Videoarbeiten der Künstlerinnen Hella Böhm, Muriel Utinger, Tina Z’Rotz, Sabin Tünschel und Verena Moser gezeigt wurden. 2019 war der Film Zärtlichkeiten auf der Berlinale zu sehen.

## Filmografie
- 1980: Entzückt weil ich da war, Gruppenarbeit, D 10' 16 mm stumm; Produktion: DFFB, Grundkurs Ingo Kratisch, mit: Heike Behrend, Ingeborg Meyer, Verena Rudolph, Gisa Schleelein; Darstellerin: Maria Lang; Archiv: Stiftung Deutsche Kinemathek
- 1981/1982: Familiengruft – ein Liebesgedicht an meine Mutter, D 10' 16 mm; Idee, Kamera, Schnitt; Produktion: DFFB, Verleih: Stiftung Deutsche Kinemathek; Förderpreis der AG der Filmjournalisten, ⅓-Preis der Unterzeichner des Oberhausener Manifests[8]
- 1985: Zärtlichkeiten, D 28' 16 mm; Abschlussfilm DFFB, Buch, Regie, Schnitt; Kamera: Lilly Grote, Licht: Konstanze Binder, Mischung: Margit Eschenbach, Aufnahmeleitung: Renate Kratschmer; Darstellerinnen: Annette Sojc, Renate Kratschmer, Helmi Broens, Verena Rudolph, Ruth Schienke, Martina Siebert, Christina Metzdorf, Rita Babo, Regina Krause, Li Levy, Guy St. Luis, Angela Burkhard, Tina Neuhardt, Gabriele Niemeyer, Josje Pater u. a.; Produktion: DFFB, Verleih: Stiftung Deutsche Kinemathek[9]
- 2006: Der Schmetterling im Winter, D 29' 16 mm; Idee: Maria Lang; Kamera: Ute Aurand; Schnitt: Aurand, Lang; gefördert von der Medienboard GmbH; Verleih: Arsenal Distribution
- 2006: Hier ist es zur Zeit sehr schön, D 52' 16 mm; Idee: Ute Aurand, Maria Lang; gefördert vom Künstlerinnenprogramm Berlin; Verleih: Arsenal Distribution

## Schriften
- Maria Lang : Texte zum Film, hrsg. von Ute Aurand, Berlin 2017, ISBN 978-3-00-057410-8